# SP (드라마)
《SP》(한국어: 에스피)는 2007년 11월 3일부터 2008년 1월 26일까지 후지 TV에서 매주 토요일 (11:10 - 11:55)에 방송 된 일본의 텔레비전 드라마이다. 주연은 오카다 준이치.
연속 드라마 방송의 에피소드를 시계열로 재조합해 연속 드라마에서는 보여주지 않은 복선과 최종회회 이후를 그린 에피소드를 추가한 총집편의 "스페셜 앵콜 특별편"가 2008년 4월 5일 21시부터 "토요 프리미엄" 시간대에 방송되었다.
2008년에는 속편의 영화화가 발표되어, 오랫동안 자세한 정보는 공개되지 않았지만, 2010년 가을에 《SP THE MOTION PICTURE》의 타이틀로 공개되는 것이 발표되었다. 2010년에 "야망 편", 2011년 "혁명 편"이 차례로 공개되었다.
2011년 3월 4일에는 후지 TV의 '금요 프리 스테이지'에서, 영화 "혁명 편"의 프로모션으로 "혁명 편"의 메이킹 영상을 추가한 "스페셜 앵콜 특별편"를 재방송되었고, 다음날 "토요일 프리미엄"에서 영화 "야망 편"을 재편집하여, 신작 드라마 파트를 추가한 "혁명 전날"이 방송되었다. 또한, 2010년부터 2012년까지 '빅 코믹 스피리츠'(쇼가쿠칸)에서 만화 판이 연재되었다.

## 개요
- 경시청 경비부 경호 제4계 기동 경호반에 소속 된 특수 능력을 갖춘 SP 이노우에 카오루와 그 동료의 SP들이 테러리스트와 싸우는 모습을 그린 드라마이다. "틀에 얽매이지 않는다"는 이 작품의 방침에 따라, 다른 연속 드라마와는 다르게 방영 기간이 11월부터 1월까지 방송되었다. 각본을 맡은 가네시로 카즈키에 의한 완전 오리지널 작품이다.
- 주연의 오카다 준이치는 《타이거 & 드래곤》 (TBS)에서 주연을 맡은 이후 2년 반만의 연속 드라마에 출연했다. 액션 장면이 많기 때문에, 오카다는 출연이 결정된 1년 전부터 연기를 위해 체육관에 트레이닝을 해오며, 격렬한 액션에도 대응 할 수 있는 몸을 만들었고, 작업의 구성을 하고 드라마의 기획 단계부터 참여하였다.
- 본작의 총감독은, 《춤추는 대수사선》 시리즈와 영화 《교섭인 마시타 마사요시》, 《UDON》 등의 작품을 연출해 온 모토히로 카츠유키가 맡았다. 연속 드라마의 감독을 맡는 것은 《앤티크 서양골동양과자점》 이후 6년만이다. 가네시로 카즈키의 각본과, 오카다 준이치와 츠츠미 신이치는 영화 《플라이 대디 플라이》 이후 2번째 공동 작업이다. 또한 가네시로 카즈키는 연속 드라마의 첫 각본 작품이기도 하다.

## 출연진

### 경시청 경비부 경호과 제4계 기동 경호반
- 이노우에 가오루 - 오카다 준이치 / 20년 전 : 나카시마 카이토
- 오카다 소이치로 - 츠츠미 신이치 / 20년 전 : 나카이 사와료
- 사사모토 에리 - 마키 요코
- 마츠오 사토루
- 카미오 유우

### 경찰 관계자
- 히라타 아츠코
- 에가미 싱고
- 이이다 키스케
- 노마구치 토오루
- 다테 사토루
- 야마모토 케이

### 테러리스트
- 산다이메 우오타케 하마다 시게오
- 히라타 미츠루
- LIVERPOOL cleaning
  - 다다 준노스케
  - 쿠사카베 소우
  - 조성하
  - 나카가와 토모아키

### 그외 인물
- 야마모토 케이
- 미네무라 리에

## 스탭
- 총감독 - 모토히로 카츠유키
- 연출 - 하타노 타카후미, 후지모토 슈
- 원안·각본 - 가네시로 카즈키
- 음악 - 칸노 유고
- 편성 - 마츠자키 요코
- 프로듀서 - 타카이 이치로
- 보조 프로듀서 - 사카키바라 타에코, 후에키 시즈카
- 기술 프로듀서 - 토모베 세츠코
- 촬영 - 가와고에 카즈나리
- 제작 - 후지 TV 드라마 제작 센터
- 제작 저작권 - 후지 TV

### 주제가
- V6 - 〈way of life〉 (에이벡스)

## 방송일 및 부제, 시청률
| 에피소드                                  | 각화   | 방송일           | 부제                                                                                                   | 시청률 |
| ----------------------------------------- | ------ | ---------------- | --- | ------ |
| Episode I                                 | 제1화  | 2007년 11월 3일  | 도쿄도지사 암살을 저지하라                                                                             | 14.5%  |
| Episode II                                | 제2화  | 2007년 11월 10일 | 전 총리를 경호하라                                                                                     | 17.6%  |
| Episode II                                | 제3화  | 2007년 11월 17일 | 테러리스트를 제거하라                                                                                  | 15.2%  |
| Episode II                                | 제4화  | 2007년 11월 24일 | 전 총리를 구출하라                                                                                     | 15.7%  |
| Episode III                               | 제5화  | 2007년 12월 1일  | 중요 참고인을 경호하라                                                                                 | 14.1%  |
| Episode III                               | 제6화  | 2007년 12월 8일  | 암살자를 확보하라                                                                                      | 14.6%  |
| Episode III                               | 제7화  | 2007년 12월 15일 | 특별 경호를 완수하라                                                                                   | 15.5%  |
| Episode Ø                                 | 제8화  | 2007년 12월 22일 | 경호 4계에 합류하라                                                                                    | 12.6%  |
| Episode IV                                | 제9화  | 2008년 1월 12일  | 거대 아트리움을 경호하라                                                                               | 13.8%  |
| Episode IV                                | 제10화 | 2008년 1월 19일  | 경호과원 몰살을 저지하라                                                                               | 16.6%  |
| Episode IV                                | 최종화 | 2008년 1월 26일  | 움직이는 벽을 완수하라                                                                                 | 18.9%  |
| Episode IV                                | 스페셜 | 2008년 4월 5일   | 스페셜 앵콜 특별편 ~ 전 11화 새로운 촬영 장면도 추가 재편집! 모든 수수께끼에 박힌 복선을 놓치지 말아라 | 21.5%  |
| 평균 시청률: 15.4%(연속 드라마)           |        |                  | |        |
| (시청률은 간토 지방·비디오 리서치사 조사) |        |                  | |        |

- 첫회는 15분 확대판으로 방송되었지만, 2007년 세계 선수권 배구 대회의 경기 중계 연장을 위해, 시간대를 (23:30 - 24:30)로 변경되었다.
- 첫회 평균 시청률이 심야 드라마로서는 역대 1위, 최종회 18.9%는 최고 역대 2위라는 결과를 기록했다. 또한 심야 드라마 사상 최초의 평균 시청률 15%를 돌파했다.

## 관련 서적

### 시나리오 책
《SP 경시청 경비부 경호과 제4계》
- 후소샤 출판, 2008년 3월 5일 발매 ISBN 978-4-594-05554-7
- 카도카와 문고 출판, 2010년 10월 23일 발매 ISBN 978-4-594-05554-7
- 가네시로 카즈키의. 드라마 전체 이야기의 내용 이외에, 가네시로 카즈키의 각주도 실려져 있다.

### 만화
쇼가쿠칸의 만화 잡지 '빅 코믹 스피리츠'에서 2010년 9월호부터 2012년 15호까지 연재되었다. 원작 시나리오는 가네시로 카즈키가 새로운 작화는 하이바라 야쿠가 담당하였다. 드라마 판의 스토리와 만화 판의 오리지널 에피소드를 포함한 내용이다. 하지만 Episode II 사건은 생략되었다.
- 제1권 (2010년 7월 30일 발매, ISBN 978-4-09-183160-6)
- 제2권 (2010년 9월 30일 발매, ISBN 978-4-09-183480-5)
- 제3권 (2010년 12월 25일 발매, ISBN 978-4-09-183615-1)
- 제4권 (2011년 3월 30일 발매, ISBN 978-4-09-183749-3)
- 제5권 (2011년 7월 29일 발매, ISBN 978-4-09-184089-9)
- 제6권 (2011년 11월 28일 발매, ISBN 978-4-09-184216-9)
- 제7권 (2012년 4월 27일 발매, ISBN 978-4-09-184545-0)

## 극장판
- SP THE MOTION PICTURE : 속편 영화.

2010년 10월 30일 "야망 편", 2011년 3월 12일 "혁명 편"이 연이어 개봉되었다.